# Erodium gaussenianum
Erodium gaussenianum là một loài thực vật có hoa trong họ Mỏ hạc. Loài này được P.Monts. mô tả khoa học đầu tiên năm 1973.